# 五条為徳
五条為徳（ごじょう ためのり、宝暦13年（1763年）11月18日 - 文政6年（1823年）8月23日）は、江戸時代後期の公卿。
天明年間に松平定信の依頼を受け、御所造営に当たった。

## 官歴
- 安永6年（1777年）：従五位下、文章得業生
- 安永7年（1778年）：侍従
- 安永8年（1779年）：従五位上
- 天明元年（1781年）：正五位下、少納言
- 天明3年（1783年）：従四位下
- 天明6年（1786年）：従四位上、文章博士
- 寛政元年（1789年）：正四位下、大内記
- 寛政4年（1792年）：従三位、式部大輔
- 寛政6年（1794年）：踏歌外弁
- 寛政7年（1795年）：正三位
- 寛政12年（1800年）：参議
- 享和元年（1801年）：従二位、長門権守
- 文化元年（1804年）：右大弁
- 文化9年（1812年）：権中納言
- 文政3年（1820年）：正二位、権大納言

## 系譜
- 父：五条為俊
- 弟：清岡長親
- 子：五条為貴
- 子：東坊城聡長